# 內湖橋
內湖橋，是臺灣臺北市的一座橋樑，位於松山區濱江街與內湖區濱江南路之間，1992年拆除，原位置在今日港墘路底西北側五十公尺處。

## 沿革
內湖庄港墘與松山庄之間隔有基隆河，往來必須依賴渡船，交通不便。因此內湖庄長郭華讓申請造橋。最初預定1935年6月底完工，然而因為工程延宕，至8月中旬才完工。
1935年8月19日，內湖橋舉行通車典禮，臺北州知事野口敏治親臨主持。總工程費計25360圓，臺北州政府負責17310圓，另由內湖庄役場和地方人士各負擔4000圓。該橋為「宮前町梘頭道（大稻埕至梘頭）」的一部份。內湖橋為麥帥橋建造前，松山與內湖之間唯一的人行橋梁。
內湖吊橋由於年久失修，存有潛在危險因素；因此，於1978年9月起，改建為水泥橋，1980年1月完工，命名為「港墘橋」。1992年間，為配合「基隆河整治計畫：截彎取直工程」需要而被拆除。
在2015年，拆除相隔二十多年後，因為內湖科技園區已增至到十三萬通勤族，上下班塞車嚴重，因此內湖區里長們曾建議重蓋內湖橋。

## 紀念碑
內湖橋紀念碑立於1935年，記載著地方上捐款者的姓名與捐款數目。截彎取直工程中本要被拆除，在各方人士的努力下而保存。1999年於港墘路與堤頂大道路口西側處6月底重新立碑。